# Галовац (Бјеловар)
Галовац је насељено место у саставу града Бјеловара, у Бјеловарско-билогорској жупанији, Република Хрватска.

## Становништво
На попису становништва 2011. године, Галовац је имао 457 становника.

## Попис1991.
На попису становништва 1991. године, насељено место Галовац је имало 487 становника, следећег националног састава:
| Попис 1991.‍  | Попис 1991.‍  | Попис 1991.‍ | Попис 1991.‍ | Попис 1991.‍ |
| ------------ | ------------ | ----------- | ----------- | ----------- |
|              |              |             |             |             |
| Хрвати       | Хрвати       |             | 297         | 60,98%      |
| Срби         | Срби         |             | 118         | 24,22%      |
| Југословени  | Југословени  |             | 41          | 8,41%       |
| Мађари       | Мађари       |             | 17          | 3,49%       |
| Чеси         | Чеси         |             | 1           | 0,20%       |
| неопредељени | неопредељени |             | 13          | 2,66%       |
| укупно: 487  |              |             |             |             |